# Фобело
Фобело (итал. Fobello) је насеље у Италији у округу Верчели, региону Пијемонт.
Према процени из 2011. у насељу је живело 60 становника. Насеље се налази на надморској висини од 883 м.

## Становништво
Према резултатима пописа становништва 2011. у општини је живело 219 становника.
| 1936. | 1951. | 1961. | 1971. | 1981. | 1991. | 2001. | 2011. |
| ----- | ----- | ----- | ----- | ----- | ----- | ----- | ----- |
| 680   | 634   | 527   | 442   | 383   | 310   | 249   | 219   |